# Station Welham Green
Welham Green is een spoorwegstation van National Rail in Welham Green, Welwyn Hatfield in Engeland. Het station is eigendom van Network Rail en wordt beheerd door Govia Thameslink Railway. Het station is geopend in 1986.